# Nothing Records
La Nothing Records è stata una etichetta discografica statunitense, specializzata in industrial rock e in musica elettronica, fondata da Trent Reznor e John Malm Jr. nel 1992.
Era considerata una vanity label, cioè un'etichetta creata appositamente dall'artista per avere un certo grado di libertà dall'etichetta principale, in questo caso la Interscope.

## Artisti
Oltre ai Nine Inch Nails e Marilyn Manson, l'etichetta ha prodotto i dischi di vari artisti della scena industrial come i Pig, Pop Will Eat Itself, Prick, 12 Rounds, Einstürzende Neubauten, The The, e i Meat Beat Manifesto.
La Nothing Records inoltre ha distribuito negli Stati Uniti i dischi della Warp Records, una delle più prestigiose etichette di musica elettronica a livello mondiale. Grazie a questo accordo la Nothing Records ebbe la licenza per la distribuzione degli album di artisti come Aphex Twin (che apparve anche tra i remixer di Further Down the Spiral), Autechre, Plaid, e Squarepusher. L'accordo finì nel 2001, quando la Warp Records decise di espandersi anche sul mercato americano.